# Ісса Хаяту
Ісса Хаяту (фр. Issa Hayatou; 9 серпня 1946, Гаруа — 8 серпня 2024) — камерунський та міжнародний футбольний функціонер; Шостий президент КАФ з 1988 року.
З 8 жовтня 2015 року також став виконувачем обов'язків президента ФІФА після того, як Арбітражна палата комітету з етики ФІФА відсторонила чинного президента Йозефа Блаттера від його посади на 90 днів.